# Спирин, Виктор Михайлович
Виктор Михайлович Спирин — советский хозяйственный, государственный и политический деятель.

## Биография
Родился в 1940 году. Член ВКП(б) с 1967 года.
С 1963 года — на хозяйственной, общественной и политической работе. В 1963—2000 гг. — строитель, на руководящих должностях в строительстве Иркутской области, заместитель начальника строительства «Саянскхимпласта», первый секретарь Саянского горкома КПСС, второй секретарь Иркутского обкома КПСС, первый секретарь Иркутского обкома КПСС, в Русско-Азиатском банке, президент Межрегионального экономического союза, член Общественной палаты Иркутской области, председатель комиссии по вопросам регионального развития, местного самоуправления и жилищной политике, член комиссии по вопросам экономического развития и предпринимательства, конкурентоспособности промышленного и сельскохозяйственного производства.
Избирался народным депутатом России, членом Комитета Верховного Совета РФ по строительству, архитектуре и жилищно-коммунальному хозяйству.